# Torneig d'escacs de Moscou de 1925
El torneig d'escacs de Moscou de 1925 fou un torneig internacional d'escacs organitzat per Nikolai Krylenko, que se celebrà a Moscou, Unió Soviètica, del 10 de novembre al 8 de desembre de 1925. Va ser el primer torneig esponsoritzat per un estat. Hi participaren onze estrelles estrangeres i deu mestres soviètics. El campió del món José Raúl Capablanca i el seu predecessor Emanuel Lasker hi prengueren part. Abans del torneig, hom esperava que, igual com va passar al torneig d'escacs de Nova York de 1924, la competició es decidís entre ells dos, però Efim Bogoljubow a aconseguir una victòria sensacional. Lasker va acabar 1½ punts al darrere de Bogoljubow i just per davant de Capablanca.
L'esdeveniment va generar un gran interès entre els ciutadans soviètics. Centenars d'espectadors varen seguir les partides a l'Hotel Metropol de Moscou i desenes de milers varen veure els les partides que s'exhibien en taulers al centre de la ciutat. La victòria de Bogoljubow va ser vista com una victòria soviètica; de tota manera, poc després d'això, el 1926, igualment com havia fet Aleksandr Alekhin, va deixar la Unió Soviètica i va esdevenir ciutadà alemany. Posteriorment Bogoljubow i Alekhine foren titllats de "renegats" a la URSS.
La pel·lícula Chess Fever va fer servir diverses escenes del torneig, i fins i tot hi sortia Capablanca fent d'ell mateix. La pel·lícula sovièticocubana Capablanca també té la seva trama principal durant el torneig.

## Resultats
Els resultats i classificació foren els següents:
| #  | Player                                    | 1 | 2 | 3 | 4 | 5 | 6 | 7 | 8 | 9 | 10 | 11 | 12 | 13 | 14 | 15 | 16 | 17 | 18 | 19 | 20 | 21 | Total |
| -- | ----------------------------------------- | - | - | - | - | - | - | - | - | - | -- | -- | -- | -- | -- | -- | -- | -- | -- | -- | -- | -- | ----- |
| 1  | Efim Bogoljubow (Unió Soviètica)          | x | ½ | 0 | ½ | 1 | 1 | 0 | ½ | 1 | 1  | ½  | 1  | 1  | ½  | 1  | 1  | 1  | 1  | 1  | 1  | 1  | 15½   |
| 2  | Emanuel Lasker (Alemanya)                 | ½ | x | ½ | 1 | ½ | 0 | ½ | 1 | ½ | 1  | 1  | 1  | 1  | 1  | 0  | ½  | 1  | ½  | ½  | 1  | 1  | 14    |
| 3  | José Raúl Capablanca (Cuba)               | 1 | ½ | x | 1 | 1 | ½ | ½ | ½ | ½ | 0  | 1  | 0  | ½  | ½  | ½  | ½  | 1  | 1  | 1  | 1  | 1  | 13½   |
| 4  | Frank James Marshall (Estats Units)       | ½ | 0 | 0 | x | ½ | 0 | 1 | 1 | ½ | 0  | 1  | 1  | 1  | 1  | 1  | 1  | ½  | 0  | ½  | 1  | 1  | 12½   |
| 5  | Savielly Tartakower (Polònia)             | 0 | ½ | 0 | ½ | x | ½ | 1 | ½ | ½ | ½  | ½  | 1  | 1  | 1  | ½  | 1  | 1  | ½  | ½  | ½  | ½  | 12    |
| 6  | Carlos Torre Repetto (Mèxic)              | 0 | 1 | ½ | 1 | ½ | x | ½ | 0 | ½ | ½  | 0  | 1  | ½  | ½  | 1  | ½  | 0  | 1  | 1  | 1  | 1  | 12    |
| 7  | Richard Réti (Txecoslovàquia)             | 1 | ½ | ½ | 0 | 0 | ½ | x | 1 | 0 | 1  | 1  | ½  | 0  | ½  | ½  | 1  | 1  | ½  | 1  | ½  | ½  | 11½   |
| 8  | Peter Romanovsky (Unió Soviètica)         | ½ | 0 | ½ | 0 | ½ | 1 | 0 | x | 1 | 0  | ½  | 1  | 0  | 0  | 1  | 1  | 1  | ½  | 1  | 1  | 1  | 11½   |
| 9  | Ernst Grünfeld (Àustria)                  | 0 | ½ | ½ | ½ | ½ | ½ | 1 | 0 | x | 1  | ½  | ½  | ½  | 0  | ½  | 1  | 1  | ½  | ½  | ½  | ½  | 10½   |
| 10 | Alexander Ilyin-Genevsky (Unió Soviètica) | 0 | 0 | 1 | 1 | ½ | ½ | 0 | 1 | 0 | x  | ½  | 0  | 1  | ½  | 0  | ½  | 1  | ½  | ½  | 1  | 1  | 10½   |
| 11 | Fedor Bogatyrchuk (Unió Soviètica)        | ½ | 0 | 0 | 0 | ½ | 1 | 0 | ½ | ½ | ½  | x  | ½  | ½  | 1  | ½  | 1  | ½  | ½  | ½  | ½  | 1  | 10    |
| 12 | Boris Verlinsky (Unió Soviètica)          | 0 | 0 | 1 | 0 | 0 | 0 | ½ | 0 | ½ | 1  | ½  | x  | 1  | 1  | 1  | ½  | 0  | 1  | ½  | 1  | 0  | 9½    |
| 13 | Rudolf Spielmann (Àustria)                | 0 | 0 | ½ | 0 | 0 | ½ | 1 | 1 | ½ | 0  | ½  | 0  | x  | 1  | 1  | ½  | ½  | 1  | ½  | 0  | 1  | 9½    |
| 14 | Akiba Rubinstein (Polònia)                | ½ | 0 | ½ | 0 | 0 | ½ | ½ | 1 | 1 | ½  | 0  | 0  | 0  | x  | 1  | 0  | 0  | 1  | 1  | 1  | 1  | 9½    |
| 15 | Grigori Löwenfisch (Unió Soviètica)       | 0 | 1 | ½ | 0 | ½ | 0 | ½ | 0 | ½ | 1  | ½  | 0  | 0  | 0  | x  | 1  | 1  | ½  | ½  | 1  | ½  | 9     |
| 16 | Ilya Rabinovich (Unió Soviètica)          | 0 | ½ | ½ | 0 | 0 | ½ | 0 | 0 | 0 | ½  | 0  | ½  | ½  | 1  | 0  | x  | 1  | ½  | 1  | 1  | 1  | 8½    |
| 17 | Fred Yates (Anglaterra)                   | 0 | 0 | 0 | ½ | 0 | 1 | 0 | 0 | 0 | 0  | ½  | 1  | ½  | 1  | 0  | 0  | x  | 1  | ½  | 0  | 1  | 7     |
| 18 | Friedrich Sämisch (Alemanya)              | 0 | ½ | 0 | 1 | ½ | 0 | ½ | ½ | ½ | ½  | ½  | 0  | 0  | 0  | ½  | ½  | 0  | x  | 0  | 1  | 0  | 6½    |
| 19 | Solomon Gotthilf (Unió Soviètica)         | 0 | ½ | 0 | ½ | ½ | 0 | 0 | 0 | ½ | ½  | ½  | ½  | ½  | 0  | ½  | 0  | ½  | 1  | x  | 0  | ½  | 6½    |
| 20 | Fyodor Duz-Khotimirsky (Unió Soviètica)   | 0 | 0 | 0 | 0 | ½ | 0 | ½ | 0 | ½ | 0  | ½  | 0  | 1  | 0  | 0  | 0  | 1  | 0  | 1  | x  | 1  | 6     |
| 21 | Nikolai Zubarev (Unió Soviètica)          | 0 | 0 | 0 | 0 | ½ | 0 | ½ | 0 | ½ | 0  | 0  | 1  | 0  | 0  | ½  | 0  | 0  | 1  | ½  | 0  | x  | 4½    |